# Samantha Robinson
Samantha Robinson (Nueva York; 19 de octubre de 1991) es una actriz estadounidense. Apareció en la película Sugar Daddies y tuvo el papel principal en la película The Love Witch, dirigida por Anna Biller. Interpretó a la rica heredera Abigail Folger en la película de 2019 Once Upon a Time in Hollywood, dirigida por Quentin Tarantino.

## Primeros años
Samantha Robinson nació el 19 de octubre de 1991 en Nueva York, Estados Unidos de madre panameña y padre inglés. Se crio en Londres, Inglaterra. Asistió a la escuela de niñas Queen's Gate School en South Kensington y a la Academia de Música y Arte Dramático de Londres. Robinson consiguió un papel en la producción de West End de Joseph and the Amazing Technicolor Dreamcoat. A la edad de 14 años, su familia se mudó a Miami, Florida donde asistió a la New World School of the Arts. Robinson se graduó más tarde de la Universidad de California, Los Ángeles con especialización en actuación en 2014.

## Carrera
Los primeros papeles de Robinson incluyeron las películas independientes "Serenade of Sonnets", "Dreamgirl" y "Labyrinths". Su gran avance se produjo en 2016 con el papel principal de Elaine, una bruja seductora, en la película The Love Witch dirigida por Anna Biller.
Robinson fue aclamada por su papel en "The Love Witch". Frank Scheck, que escribe para 'The Hollywood Reporter', calificó la actuación de Robinson de "intensa" y "seductora de una manera que va mucho más allá de su cuerpo ágil de bailarina y su apariencia deslumbrante". Variety's Dennis Harvey dijo que Robinson "hace un gran trabajo encapsulando las afectaciones de gatito con látigo de otra época". Charles Bramesco escribió en Rolling Stone que el director Biller y Robinson "han creado una versión tridimensional de la mujer erotizada común". IndieWire's David Ehrlich calificó el papel de Robinson como "inolvidable" y "una actuación revolucionaria para todas las edades". The LA Times los críticos de cine Justin Chang y Michael Rechtshaffen llamaron a Robinson "excelente" y "canalización simultánea de Tippi Hedren y scream queen de los años 60 Barbara Steele, "respectivamente. La revista ' Elle' 'calificó la actuación de Robinson como "perfecta", mientras que el crítico de The Nerdist Scott Weinberg dijo que Robinson "es dueña de toda la película" y que su actuación fue "valiente, sexy, (y) dominante". The New Yorker clasificó a Robinson como una de las mejores actrices de 2016 por su papel en The Love Witch.
Robinson interpretó a Abigail Folger, una de las víctimas de la Familia Manson, en la película de 2019 Once Upon a Time in Hollywood dirigida por Quentin Tarantino.

## Filmografía
| Años | Título                        | Rol            | Notas         |
| ---- | ----------------------------- | -------------- | ------------- |
| 2012 | Dream Girl                    | Daniela        | cortometraje  |
| 2013 | Misogynist                    | Sister 2       |               |
| 2014 | Sugar Daddies                 | Lea            |               |
| 2015 | Labyrinths                    | Cathy          |               |
| 2016 | The Love Witch                | Elaine         |               |
| 2018 | Cam                           | PrincessX      |               |
| 2019 | Once Upon a Time in Hollywood | Abigail Folger |               |
| 2020 | Jazzberry                     | Jazzberry      | cortometraje  |
| 2020 | For Your Consideration        | Heather        | cortometraje  |
| 2021 | Take Me to Tarzana            | Jane Avant     |               |
| TBA  | Topology of Sirens            | Wanderer #1    | en producción |
| TBA  | Tale of the Wet Dog           | Steffi         | en producción |

| Año  | Título                | Rol          | Notas                               |
| ---- | --------------------- | ------------ | ----------------------------------- |
| 2012 | Everyone Wants Theirs | Natalie      | 1 episodio                          |
| 2013 | The 3 Minute Update   | Gaming Host  | 20 episodios                        |
| 2013 | MRS.                  | Sophie       | 2 episodios                         |
| 2016 | #ThisIsCollege        | Sophie       | miniseries, ep. "#Flashback Friday" |
| 2017 | Doomsday Device       | Courtney     | película de televisión              |
| 2019 | Soundtrack            | Young Margot | 1 episodio                          |